# Kantaphod
Kantaphod (o Kantaphor) è una suddivisione dell'India, classificata come nagar panchayat, di 9.240 abitanti, situata nel distretto di Dewas, nello stato federato del Madhya Pradesh. In base al numero di abitanti la città rientra nella classe V (da 5.000 a 9.999 persone).

## Geografia fisica
La città è situata a 22° 34' 60 N e 76° 34' 0 E e ha un'altitudine di 362 m s.l.m..

## Società

### Evoluzione demografica
Al censimento del 2001 la popolazione di Kantaphod assommava a 9.240 persone, delle quali 4.796 maschi e 4.444 femmine. I bambini di età inferiore o uguale ai sei anni assommavano a 1.640, dei quali 886 maschi e 754 femmine. Infine, coloro che erano in grado di saper almeno leggere e scrivere erano 4.838, dei quali 3.005 maschi e 1.833 femmine.